# The Horsemen
The Horsemen is een Amerikaanse avonturenfilm uit 1971 onder regie van John Frankenheimer. Het scenario is gebaseerd op de roman Les Cavaliers (1967) van de Franse auteur Joseph Kessel.

## Verhaal
Uraz is de zoon van een belangrijk stamhoofd in Afghanistan. Hij neemt deel aan een ruitertoernooi om zijn mannelijkheid te bewijzen. Als hij dat toernooi verliest, is hij beschaamd dat hij de faam van zijn vader niet heeft kunnen evenaren.

## Rolverdeling
| Acteur             | Personage           |
| ------------------ | ------------------- |
| Omar Sharif        | Uraz                |
| Leigh Taylor-Young | Zareh               |
| Jack Palance       | Tursen              |
| Peter Jeffrey      | Hayatal             |
| Srinanda De        |                     |
| George Murcell     | Mizrar              |
| Eric Pohlmann      | Koopman in Kandahar |
| Vernon Dobtcheff   | Zam Hajji           |
| Saeed Jaffrey      | Districtshoofd      |
| John Ruddock       | Schriftgeleerde     |
| Mark Colleano      |                     |
| Salmaan Peerzada   | Salih               |
| Aziz Resham        | Bacha to Ghulam     |
| Leon Lissek        | Eigenaar            |
| Vida St. Romaine   | Zigeunermeisje      |